# Agustín de Lezo Palomeque
Agustín de Lezo y Palomeque, (Lima, 28 de agosto de 1724 - Zaragoza, 10 de febrero de 1796) fue un religioso español que fue obispo de Pamplona (1779-1783) y arzobispo de Zaragoza (1783-1796).

## Biografía
Estudió filosofía y teología en el Convento de Santiago de Pamplona, licenciándose y doctorándose en la Universidad de Salamanca. Después ocupó cargos en Cardona, Antequera y en Málaga, siendo obispo de Pamplona en el período 1779-1783. 

### Arciprestazgo de la Valdonsella: de Pamplona a Jaca
Durante este tiempo, mediante la bula Eximiae et apostolicae Sedis de 28 de diciembre de 1783 promulgada por Pío VI a petición de fray Julián Gascueña, obispo de Jaca (1780-1784), el arciprestazgo de la Valdonsella, incluida Petilla de Aragón, pasa a depender de la diócesis de Jaca. El obispo de Pamplona se opuso en un principio pero como fue promovido a la archidiócesis de Zaragoza, desde el 15 de diciembre de 1783, y la sede episcopal pamplonesa permaneció durante dos años vacante, las resistencias desaparecieron.
En 1788 estableció un seminario en Zaragoza dedicado a San Valero y San Braulio. Fue codirector de la Real Casa de Misericordia de Zaragoza.
Fundó el pueblo de Almochuel y construyó un puente en Albalate del Arzobispo.

## Premios y reconocimientos
- Gran Cruz de Carlos III.

| Predecesor: Bernardo Velarde y Velarde | Arzobispo de Zaragoza 1783 - 1797 | Sucesor: Joaquín Company |